# Сан Валентино Торио
Сан Валентѝно То̀рио (на италиански: San Valentino Torio) е град и община в Южна Италия, провинция Салерно, регион Кампания. Разположен е на 22 m надморска височина. Населението на общината е 10 313 души (към 2010 г.).